# Jolanta Bebel
Jolanta Krystyna Bebel née Rzymowska est une escrimeuse et entraîneuse d'escrime polonaise née le 4 décembre 1950 à Varsovie, médaillée de bronze aux Championnats du monde.

## Biographie
Diplômé de l'académie d'éducation physique de Varsovie.
Joueuse des clubs : Legia Varsovie et CWKS Resovia (pl).
Lors des championnats du monde de 1971 à Vienne, elle termine troisième du tournoi par équipes avec Krystyna Urbańska, Barbara Wysoczańska, Elżbieta Franke et Halina Balon (pl).
Aux Jeux olympiques d'été de 1972 à Munich, elle termine septième du tournoi par équipes. Aux Jeux olympiques de Montréal, quatre ans plus tard, elle est sixième dans la même compétition.

## Vie privée
Le 11 septembre 1971 à Rzeszów, elle épouse Bronisław Bebel, un joueur de volley-ball.

## Récompenses et distinctions
- Médaille de bronze pour résultats sportifs exceptionnels (pl)